# Scopula mendax
Scopula mendax là một loài bướm đêm trong họ Geometridae.